# محمدحسن آصف وزیری
محمدحسن آصف وزیری سیاست‌مدار ایرانی بود، که در  دوره بیستم  به‌عنوان نماینده مریوان در مجلس شورای ملی حضور داشت.